# Dolichocolon paradoxum
Dolichocolon paradoxum är en tvåvingeart som beskrevs av Brauer och Julius Edler von Bergenstamm 1889. Dolichocolon paradoxum ingår i släktet Dolichocolon och familjen parasitflugor. Inga underarter finns listade i Catalogue of Life.